# Сахнюк Іван Іванович
Іван Іванович Сахнюк (9 травня 1927, село Петропавлівка, тепер Медвенського району Курської області, Російська Федерація — 1991?) — український радянський діяч, 1-й секретар Харківського обласного комітету КПУ. Депутат Верховної Ради УРСР 9-го скликання. Депутат Верховної Ради СРСР 10—11-го скликань (у 1979—1986 роках). Член ЦК КПУ в 1976—1981 р. Член ЦК КПРС у 1976—1986 р.

## Біографія
У 1944—1952 роках — служба в Радянській армії.
У 1952—1955 роках — механік транспортної контори, лаборант Харківського автодорожнього інституту. У 1955—1956 роках — конструктор Харківського заводу малих агрегатних верстатів.
У 1956—1962 роках — інженер-конструктор, старший, провідний інженер-конструктор Спеціального конструкторського бюро по двигунах Харківського моторобудівного заводу «Серп і Молот».
Освіта вища. У 1958 році закінчив вечірнє відділення Харківського автомобільно-дорожнього інституту.
Член КПРС з 1960 року.
З 1962 року — заступник секретаря, у 1963—1971 роках — секретар партійного комітету КПУ Харківського моторобудівного заводу «Серп і Молот».
У 1971—1972 роках — 1-й секретар Московського районного комітету КПУ міста Харкова.
У 1972—1974 роках — 2-й секретар Харківського міського комітету КПУ.
У 1974 — лютому 1976 року — 1-й секретар Харківського міського комітету КПУ.
17 лютого 1976 — 10 червня 1980 року — 1-й секретар Харківського обласного комітету КПУ.
У травні 1980 — 1985 року — завідувач відділу сільськогосподарського машинобудування ЦК КПРС.
Потім — на пенсії у місті Москві.

## Нагороди
- орден Жовтневої Революції
- три ордени Трудового Червоного Прапора
- медалі
- лауреат Державної премії Української РСР в галузі науки і техніки (.12.1969): «Створення універсальних дизелів „СМД“ для тракторів, комбайнів та інших машин і організація їх спеціалізованого масового виробництва»; співавтори Гура Григорій Степанович, Єременко Борис Степанович, Карась Леонід Мойсейович, Маршал Федір Петрович, Пипенко Іван Петрович, Потейко Анатолій Дмитрович, Сєріков Іван Олександрович.
- Почесна грамота Президії Верховної Ради Української РСР (6.05.1977)